# Hendrik Antoon Lorentz

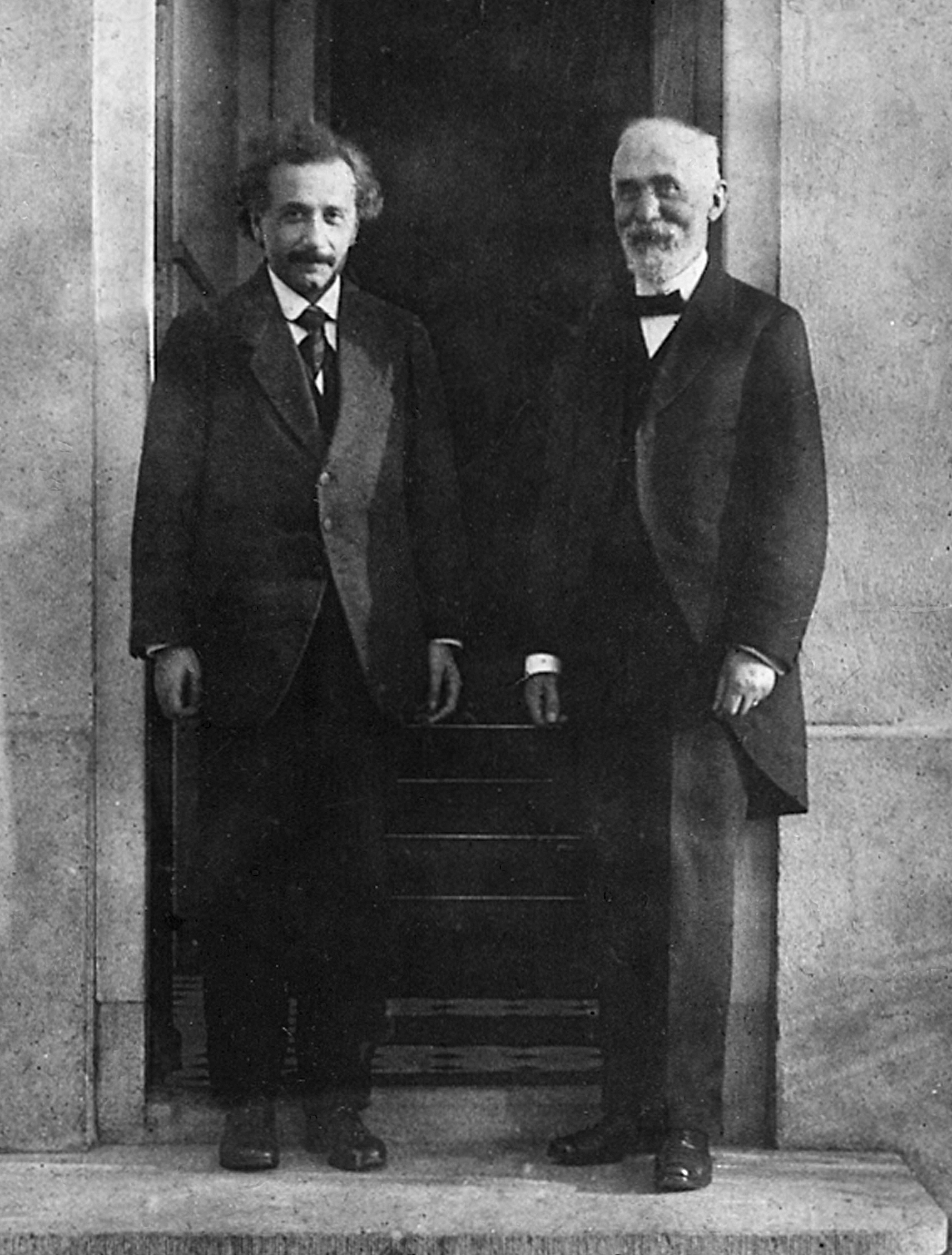
Albert Einstein visitando a Lorentz en Leiden en 1921.

Hendrik Antoon Lorentz (Arnhem, Países Bajos, 18 de julio de 1853 - Haarlem, 4 de febrero de 1928) fue un físico neerlandés galardonado con el Premio Nobel de Física del año 1902. 

## Biografía
Hendrik Lorentz nació en Arnhem, Gelderland, Países Bajos, hijo de Gerrit Frederik Lorentz (1822–1893), un horticultor acomodado, y Geertruida van Ginkel (1826–1861). En 1862, tras la muerte de su madre, su padre se casó con Luberta Hupkes. A pesar de haber sido criado como protestante, era un librepensador en asuntos religiosos y asistía regularmente a misa católica en su iglesia local francesa De 1866 a 1869, asistió a la Hogere Burgerschool en Arnhem, un nuevo tipo de escuela superior pública, recientemente fundada por Johan Rudolph Thorbecke. Sus resultados en la escuela fueron ejemplares, no solo destacó en Ciencias Físicas y Matemáticas, sino también en Inglés, Francés y Alemán. Después de estudiar educación secundaria en su ciudad, en 1870 consiguió superar los exámenes de Lenguas Clásicas, un requisito indispensable en aquellos momentos para poder acceder a la universidad
Lorentz estudió Física y Matemáticas en la Universidad de Leiden, donde estuvo fuertemente influenciado por la enseñanza del profesor de astronomía Frederik Kaiser; fue su influencia la que lo llevó a convertirse en físico. Después de obtener una licenciatura, regresó a Arnhem en 1871 para impartir clases nocturnas de Matemáticas, pero continuó sus estudios en Leiden, además de su puesto docente. En 1875, Lorentz obtuvo un doctorado con Pieter Rijke con una tesis titulada Over de theorie der terugkaatsing en breking van het licht ("Sobre la teoría de la reflexión y refracción de la luz"), en la que refinó la teoría electromagnética de James Clerk Maxwell.
El 17 de noviembre de 1877, con solo 24 años de edad, Lorentz fue designado para la recién creada cátedra de Física Teórica en la Universidad de Leiden. El puesto se había ofrecido inicialmente a Johannes van der Waals, pero aceptó un puesto en la Universiteit van Amsterdam. El 25 de enero de 1878, Lorentz pronunció su conferencia inaugural sobre De moleculaire theoriën in de natuurkunde ("Las teorías moleculares en física"). En 1881, se convirtió en miembro de la Real Academia de Artes y Ciencias de los Países Bajos.
Durante los primeros veinte años en Leiden, Lorentz estuvo interesado principalmente en la teoría electromagnética de la electricidad, el magnetismo y la luz. Después de eso, amplió su investigación a un área mucho más amplia, sin dejar de centrarse en la física teórica. Lorentz hizo importantes contribuciones en campos que van desde la hidrodinámica hasta la relatividad general. Sus contribuciones más importantes se produjeron en el área del electromagnetismo, la teoría del electrón y la relatividad.
Lorentz teorizó que los átomos podrían consistir en partículas cargadas y sugirió que las oscilaciones de estas partículas cargadas eran la fuente de luz. Cuando un colega y antiguo alumno de Lorentz, Pieter Zeeman, descubrió el efecto Zeeman en 1896, Lorentz aportó su interpretación teórica. El trabajo experimental y teórico fue galardonado con el Premio Nobel de Física en 1902. El nombre de Lorentz está asociado con la ecuación de Lorentz, la fuerza de Lorentz, la distribución de Lorentz, el modelo del oscilador de Lorentz y la transformación de Lorentz.
Lorentz fue director de investigación en el Instituto Teyler, de Haarlem, de 1885 a 1888.

## Investigaciones científicas
Gracias a su cargo en la universidad en 1890 nombró a Pieter Zeeman asistente personal, induciéndolo a investigar el efecto de los campos magnéticos sobre las fuentes de luz, descubriendo lo que hoy en día se conoce con el nombre de efecto Zeeman.
Se le deben importantes aportes en los campos de la termodinámica, la radiación, el magnetismo, la electricidad y la refracción de la luz. Formuló conjuntamente con George Francis FitzGerald una teoría sobre el cambio de forma de un cuerpo como resultado de su movimiento; este efecto, conocido como "contracción de Lorentz-FitzGerald", cuya representación matemática es conocida por el nombre de transformación de Lorentz, fue una más de las numerosas contribuciones realizadas por Lorentz al desarrollo de la teoría de la relatividad.
Fue el primero en formular las bases de la teoría de la relatividad junto a Henri Poincaré y Maxwell.
Fue ganador del Premio Nobel de Física en 1902, junto con su pupilo Pieter Zeeman, «por su investigación conjunta sobre la influencia del magnetismo en la radiación, originando la radiación electromagnética».
También fue premiado con la Medalla Rumford en 1908 y la Medalla Copley en 1918.
Fue el presidente de los cinco primeros Congresos Solvay, es decir, de todos los que se celebraron antes de su fallecimiento.

## Algunas publicaciones
- Wikisource contiene obras originales de o sobre Hendrik Antoon Lorentz.
- Wikisource contiene obras originales de o sobre Hendrik Lorentz.

Mucha obra de Lorentz está disponible en Proceedings of the Royal Netherlands Academy of Arts and Science, Ámsterdam.

### Libros de Lorentz

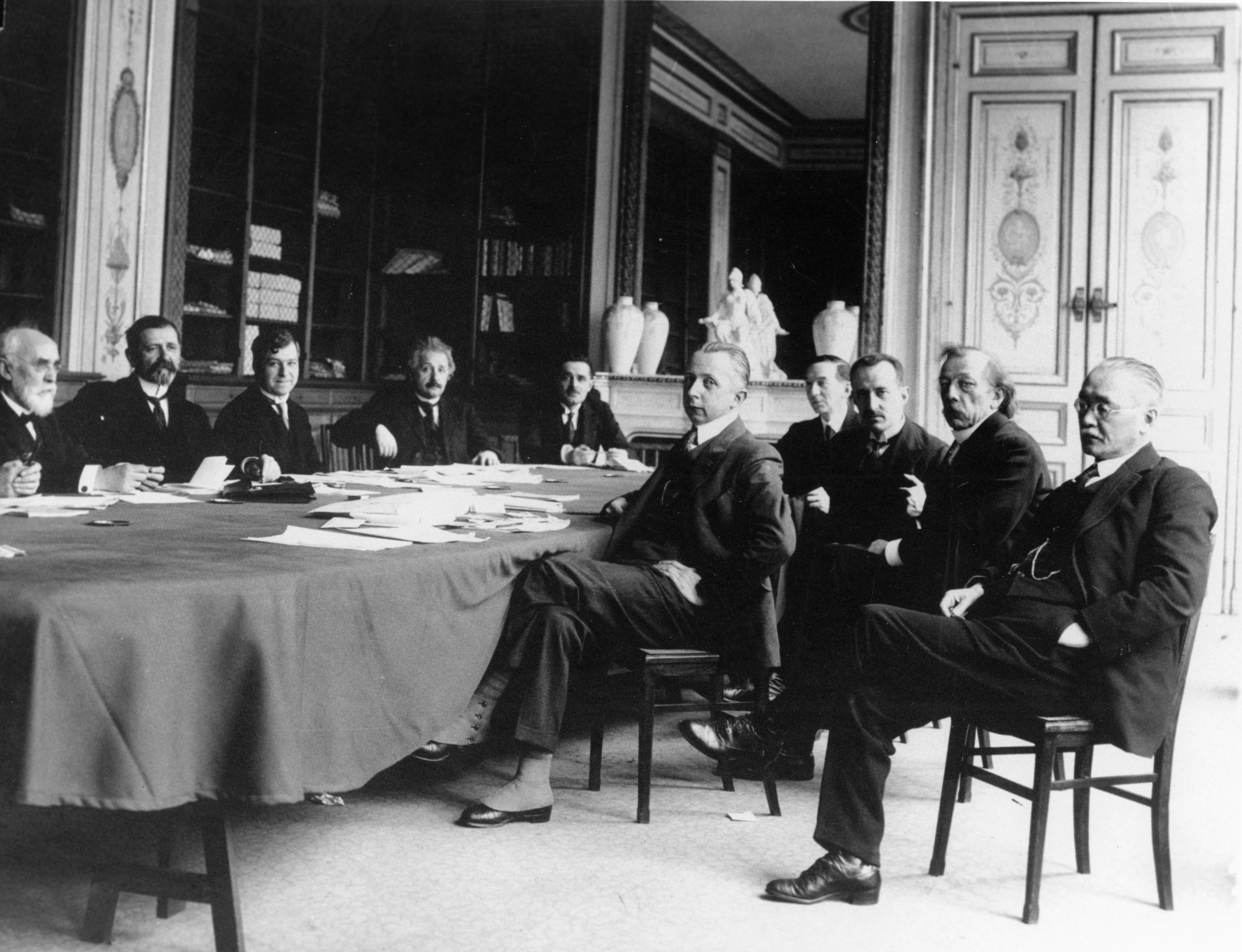
Lorentz (izquierda) en el Comité Internacional de Cooperación Intelectual de la Sociedad de Naciones, aquí con Albert Einstein. Foto de entre 1924 y 1927.

- Collected Papers, 9 v. Den Haag, Nijhoff 1934-1939

- Selected Works, Nieuwerkerk/Ijssel : Palm Publ. varios volúmenes (v. 5 de(1584)

- Abhandlungen über theoretische Physik, v. 1, Leipzig: Teubner,[5] 1907

- Anne J. Kox (ed.) The Scientific Correspondence of H.A. Lorentz, v. 1, Springer Verlag 2008

- Vorlesungen über theoretische Physik an der Universität Leiden, Leipzig: Akademische Verlagsgesellschaft:
  - V. 1: Theorie der Strahlung, 1927 (Bearbeiter A. D. Fokker)
  - V. 2: Kinetische Probleme 1928
  - V. 3: Äthertheorien und -modelle 1929
  - V. 4: Die Relativitätstheorie für gleichförmige Translationen (1910-1912), 1929 (Bearbeiter A. D. Fokker, Hermann Stücklen)
  - V. 5: Die Maxwellsche Theorie (1900-1902), 1931 (Bearbeiter Hendrik Bremekamp)
  - Englische Ausgabe: Lectures on theoretical physics, Macmillan, v. 1, 1927 (Teorías y modelos Aether, Teoría Cinética) v. 1

- Lehrbuch der Physik zum Gebrauche bei akademischen Vorlesungen, v. 1, 2, Leipzig, Barth 1906/07 (Übersetzer Georg Siebert nach der 4. Auflage), Band 1, Band 2

- Lehrbuch der Differential- und Integralrechnung nebst einer Einführung in andere Teile der Mathematik, mit besonderer Berücksichtigung der Bedürfnisse der Studierenden der Naturwissenschaften, Teubner, Leipzig 1915 (später von Georg Joos, Theodor Kaluza bearbeitet als Höhere Mathematik für den Praktiker, Leipzig, Barth), Archive

- Over de theorie der terugkaatsing en breking van het licht: academisch proefschrift, Arnheim 1875 (Dissertation von Lorentz in Leiden), Archive

- Lorentz, Hendrik Antoon (1895). Versuch einer Theorie der electrischen und optischen Erscheinungen in bewegten Körpern. Leiden: E.J. Brill., Nachdruck Teubner 1906, Archive

- Sichtbare und unsichtbare Bewegungen: Vorträge auf Einladung des Vorstandes des Departements Leiden der Maatschappij tot nut van't Algemeen im Februar und März 1901 gehalten, Vieweg 1902

- Ergebnisse und Probleme der Elektronentheorie: Vortrag, gehalten am 20. Dezember 1904 im Elektrotechnischen Verein zu Berlin, Springer Verlag 1906

- Lorentz, Hendrik Antoon (1914). Das Relativitätsprinzip. Drei Vorlesungen gehalten in Teylers Stiftung zu Haarlem (1913). Leipzig/Berlin: B.G. Teubner. (Bearbeiter Willem Hendrik Keesom)

- The theory of electrons and its applications to the phenomena of light and radiant heat. Leipzig & Berlin: B.G. Teubner. 1916.

- Otto Blumenthal, Arnold Sommerfeld (Herausgeber): Einstein, Minkowski, Lorentz Das Relativitätsprinzip, Teubner, 5.ª ed. 1923 und Neuauflagen, Wissenschaftliche Buchgesellschaft, Darmstadt, 9.ª ed. 1990, darin von Lorentz:
  - Der Interferenzversuch Michelsons, aus: Versuch einer Theorie der electrischen und optischen Erscheinungen in bewegten Körpern, Leiden: Brill 1895, Paragraph 89-92
  - Elektromagnetische Erscheinungen in einem System, das sich mit beliebiger, die des Lichtes nicht erreichender Geschwindigkeit bewegt, Deutsche Übersetzung von: Electromagnetic phenomena in a system moving with any velocity smaller than that of light, Proc. Acad. Sci. Ámsterdam, Band 6, 1904, S. 809
  - Das Relativitätsprinzip und seine Anwendung auf einige besondere physikalische Erscheinungen, aus: Alte und Neue Fragen aus der Physik, Vorträge gehalten in Göttingen 24. - 29. Oktober 1910 (ausgearbeitet von Max Born), Physikalische Zeitschrift, v. 11, 1910

- Problems of modern physics; a course of lectures delivered in the California Institute of Technology, Boston, Ginn and Company 1927 (Herausgeber Harry Bateman)

- The Einstein Theory of Relativity. A concise statement, New York: Brentano´s 1920, Archive

- Schrödinger, Planck, Einstein, Lorentz: Briefe zur Wellenmechanik, Springer, Wien 1963 (Hrsg. Karl Przibram)

Algunos artículos y contribuciones de libros
- «La Théorie electromagnétique de Maxwell et son application aux corps mouvants». Archives néerlandaises des sciences exactes et naturelles 25: 363-552. 1892.

- Simplified Theory of Electrical and Optical Phenomena in Moving Systems, Proceedings of the Royal Netherlands Academy of Arts and Sciences, 1899; 1: S. 427–442

- Considerations on Gravitation, Proceedings of the Royal Netherlands Academy of Arts and Sciences, 25 de abril de 1900; 2: 559–574

- Electromagnetic phenomena in a system moving with any velocity smaller than that of light, Proc. of the Royal Netherlands Academy of Arts and Sciences, 1904; 6: 809–831

- «Die relative Bewegung der Erde und des Äthers». Abhandlungen über Theoretische Physik. Leipzig: B.G. Teubner. 1892/1907. pp. 443-447.

- «Über die scheinbare Masse der Ionen». Physikalische Zeitschrift 2 (5): 78-80. 1900.

- «Weiterbildung der Maxwellschen Theorie. Elektronentheorie». Encyclopädie der mathematischen Wissenschaften 5 (2): 145-288. 1904.

- «Deux Mémoires de Henri Poincaré sur la Physique Mathematique». Acta Mathematica 38: 293-308. 1915/1921. doi:10.1007/BF02392073.
  - Nachdruck in Poincaré, Oeuvres tome XI, S. 247–261.

- «Conference on the Michelson-Morley Experiment». The Astrophysical Journal 68: 345-351. 1928.

## Reconocimientos
- En su honor la Koninklijke Nederlandse Akademie van Wetenschappen (Real Academia de Artes y Ciencias de los Países Bajos) creó, en 1925, la Medalla Lorentz; galardón este que premia las investigaciones teóricas de los físicos.
- En 1925 se le otorgó la Medalla Echegaray de la Real Academia de las Ciencias Exactas.[6]
- También en su honor se bautizó el cráter Lorentz[7] de la Luna.
- Así mismo, el asteroide (29208) Halorentz conmemora su nombre.

## Vida personal
En 1881, Lorentz contrajo matrimonio con Aletta Catharina Kaiser. Su padre era J.W. Kaiser, profesor de la Academia de Bellas Artes. Fue el director del museo que más tarde se convirtió en el conocido Rijksmuseum (Galería Nacional). También fue el diseñador de los primeros sellos postales de los Países Bajos.
Este matrimonio tuvo dos hijas y un hijo.
La Dra. Geertruida Luberta Lorentz, la hija mayor, era física. Se casó con el profesor Wander Johannes de Haas, director del laboratorio criogénico de la Universidad de Leiden.